# Perilampus dalawanensis
Perilampus dalawanensis is een vliesvleugelig insect uit de familie Perilampidae. De wetenschappelijke naam is voor het eerst geldig gepubliceerd in 1968 door Hedqvist.